# Melissa M
Melissa M (21 de agosto de 1985 en Marsella) es una cantante franco-argelina de R&B. Comenzó su carrera con Akhenaton y su primer álbum, Avec tout mon amour, fue lanzado en 2007. Su sencillo Elle, del álbum antes mencionado, alcanzó el primer lugar de ventas y sencillos en Francia.

## Carrera musical
Melissa M comenzó haciendo grabaciones con artistas franceses de R&B como Sinik, Diam's y Akhenaton en diferentes estudios. Su carrera despegó después de cantar a dúo Avec Tout Mon Amour con el cantante Akhenaton, el cual fue producido por Tefa et Masta. El sencillo alcanzó el primer lugar de las charts de singles y ventas francesas durante seis semanas, convirtiéndose así en el mayor éxito de 2007. El sencillo también fue el título más descargado del internet, tanto como canción como tono para celulares. Otra de sus mejores canciones fue 'Benthi' con el cantante argelino Cheb Khaled que se hizo muy famosa en el mundo árabe. Avec Tout Mon Amour se eligió entonces como canción de apertura para la película Taxi 4. A raíz de su éxito, Melissa M sacó una nueva versión de Part Time Lover de Stevie Wonder. Su siguiente sencillo fue nuevamente un dúo en árabe llamado Benthi ("mi hija") con el cantante argelino Cheb Khaled. En 2008 salió su nuevo sencillo, titulado Cette Fois y distribuido por Warner Music. La canción alcanzó el número 4 de las listas francesas.

## Discografía
Álbumes de estudio
- Avec tout mon amour (2007)

Sencillos
- 2006: "Avec tout mon amour" (con Akhenaton)
- 2007: "Benthi" (con Khaled)
- 2007: "Elle"
- 2008: "Cette Fois"
- 2008: "Le Blues de toi" (con Pras)
- 2009: "Quoi que tu dises"
- 2009: "Les mots" (con Kery James)
- 2013: "Jump" (con JMI Sissoko)

Apariciones
| Año  | Canción              | Artista         | Álbum                                           |
| ---- | -------------------- | --------------- | ----------------------------------------------- |
| 2007 | "Rose du béton"      | Bakar           | Rose du béton                                   |
| 2008 | "L'objectif"         | Freeman         | L'espoir D'un Crêve                             |
| 2008 | "Pleure En Silence"  | Kery James      | A L'ombre Du Show Business                      |
| 2008 | "Dilemme"            | Heckel & Geckel |                                                 |
| 2009 | "Origines" (con Meh) | Amine           | Raï n'B Fever 3 : Méme pas Fatigué Autour D'Eux |
| 2009 | "Mon Ame"            | Zaehre          | Schwör Darauf                                   |
| 2009 | "Amour perdu"        | James Izmad)    | Number One                                      |
| 2010 | "Trop de mots"       | Kenza Farah     | Trésor                                          |
| 2011 | "Décidé de partir"   | Jango Jack      | Zouk island 2011                                |